# Ixora aoupinieensis
Ixora aoupinieensis är en måreväxtart som beskrevs av Hoang och Arnaud Mouly. Ixora aoupinieensis ingår i släktet Ixora och familjen måreväxter. Inga underarter finns listade i Catalogue of Life.